# Onans
Onans település Franciaországban, Doubs megyében. Lakosainak száma 366 fő (2022. január 1.). Onans Gémonval, Arcey, Étrappe, Faimbe, Geney, Marvelise, Médière, Montenois és Belles-Fontaines községekkel határos.

## Népesség
A település népességének változása:
| Lakosok száma | 235  | 288  | 358  | 359  | 378  | 363  | 349  | 339  | 348  | 366  |
|               | 1968 | 1982 | 1990 | 2006 | 2013 | 2015 | 2017 | 2019 | 2020 | 2022 |